# Millicent Garrett Fawcett
Millicent Garrett Fawcett (Aldeburgh, 11 giugno 1847 – Londra, 5 agosto 1929) è stata una scrittrice e attivista britannica, suffragista e una tra le prime femministe. È conosciuta principalmente come militante per i diritti delle donne.
Concentrò gran parte delle sue energie per fornire alle donne l'istruzione superiore diventando governatrice del Bedford College e nel 1875 co-fondò il Newnham College di Cambridge. Più tardi divenne la presidente dell'Unione Nazionale delle Società per il Suffragio Femminile (National Union of Women's Suffrage Societies, o NUWSS), una posizione che mantenne dal 1897 fino al 1919. Nel luglio 1901 fu nominata alla guida della commissione del governo britannico in Sud Africa, per indagare le condizioni nei campi di concentramento che erano stati creati durante la seconda guerra boera.

## Biografia

### Primi anni

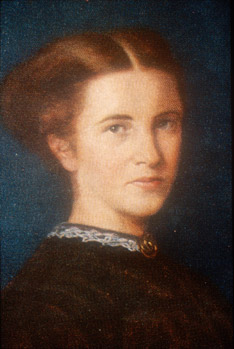
Elizabeth Garrett Anderson, sorella di Millicent.

Millicent Fawcett nacque l'11 giugno 1847 a Aldeburgh da Newson Garrett, di Leiston, Suffolk e da sua moglie, Louisa, nata Dunnell, di Londra. Gli antenati Garrett erano stati operai siderurgici a East Suffolk sin dagli inizi del XVII secolo. Newson Garrett era il più giovane dei tre figli e non aveva attitudine per gli studi, anche se possedeva lo spirito imprenditoriale della famiglia. Quando finì la scuola, la città di Leiston aveva poco da offrirgli, e quindi partì per Londra per cercare fortuna. Qui si innamorò della cognata di suo fratello, Louisa Dunnell, figlia di un oste originario del Suffolk. Dopo il loro matrimonio la coppia si trasferì per un certo periodo a Commercial Road 1, Whitechapel, dove nacquero Louise, Elizabeth e un maschietto, Newson, che morì a soli 6 mesi. Nel 1837 il nonno di Millicent morì, lasciando in eredità allo zio di Millicent lo studio di ingegneria e progettazione di famiglia, la Richard Garrett & Sons. Nonostante la perdita della sua parte di eredità, Newson fu determinato nella sua crescita professionale e nel 1839 la famiglia si trasferì al 142 di Long Acre, dove visse serena per altri 2 anni. In quel periodo nacquero altri 2 figli e il successo professionale del padre crebbe perché diventò non solo il più grande banchiere dei pegni della capitale ma anche un affermato commerciante di argento.
Nel 1841, all'età di 29 anni, Newson, dopo essere ritornato nella sua Suffolk entrò nel commercio di carbone, a Snape contribuendo alla costruzione di una serie di maltifici, la Snape Maltings. La famiglia Garrett visse fino al 1852 in una casa georgiana situata nei pressi della chiesa di Aldeburgh. In breve tempo il giro di affari del padre di Millicent si espanse e anche la sua famiglia crebbe. Nacquero altri 5 bambini: Alice nel 1842, Millicent nel 1847, Sam nel 1850, Josephine nel 1853, e George nel 1854.
Nel 1858, all'età di dodici anni, Millicent venne mandata a Londra con la sorella Elizabeth Garrett Anderson, divenuta poi il primo medico donna in Gran Bretagna, per studiare in una scuola privata a Blackheath. Sua sorella Louise le fece conoscere i sermoni di Frederick Denison Maurice, un ministro di chiesa più socialmente impegnato e meno legato alle tradizioni, e il cui parere influenzò molto il punto di vista religioso di Millicent.
Un momento chiave della sua vita si verificò all'età di diciannove anni quando Millicent andò ad ascoltare un discorso del deputato radicale, John Stuart Mill, uno dei primi sostenitori del suffragio femminile. Il suo discorso sulla parità di diritti per le donne fece una grande impressione su di lei, che divenne attivamente coinvolta nella sua campagna. Fu colpita dal supporto pratico di Mill per i diritti delle donne, sulla base dell'utilitarismo piuttosto che dei principi astratti. Queste visite furono l'inizio dell'interesse di Millicent Fawcett nel campo dei diritti delle donne che la fecero diventare un'attiva sostenitrice del lavoro di Mill. Nel 1866, a 19 anni, fu nominata segretaria della Società Londinese per il Suffragio Femminile (London Society for Women's Suffrage).

### Vita coniugale

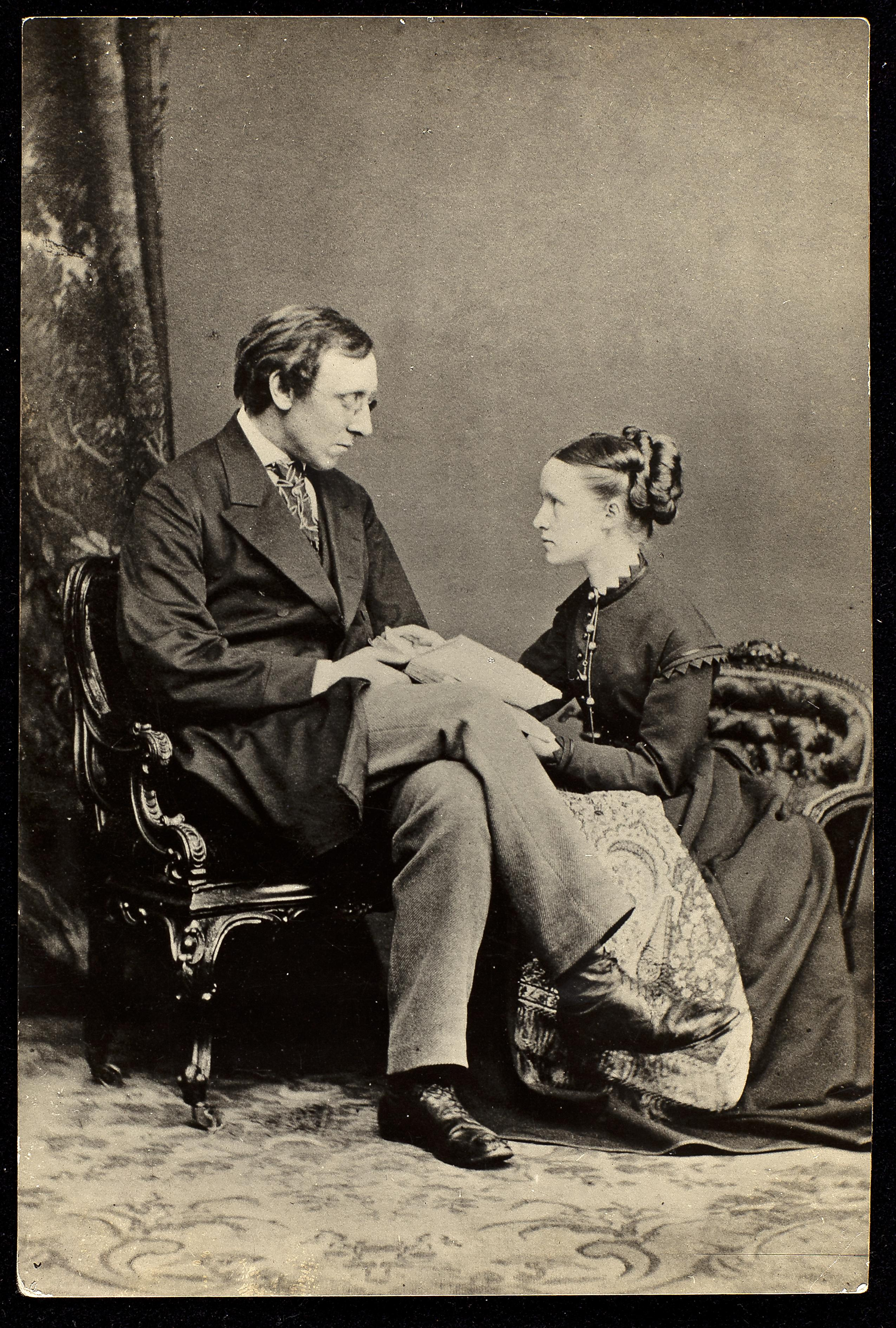
Millicent Garrett Fawcett col marito Henry Fawcett nel 1880 circa

Mill introdusse Millicent a molti altri attivisti per i diritti delle donne, tra cui Henry Fawcett, un membro liberale del Parlamento che era originariamente destinato a sposare Elizabeth prima che lei decidesse di concentrarsi sulla sua carriera di medica. I due divennero amici intimi, e nonostante una differenza d'età di quattordici anni, si sposarono nel 1867. Millicent assunse il suo cognome, diventando Millicent Garrett Fawcett. Il deputato era stato accecato in un incidente di caccia nel 1858, e Millicent lo affiancò in veste di sua segretaria. Il loro matrimonio venne descritto come basato sulla "perfetta simpatia intellettuale". In seguito Millicent perseguì una carriera di scrittrice, mentre si prendeva cura di lui. La loro unica figlia, Philippa Fawcett, nacque nel 1868.
Nel 1868 Millicent aderì al Comitato sul Suffragio di Londra e nel 1869 parlò in occasione della prima riunione a favore del suffragio pubblico femminile che si tenne a Londra. Nel marzo 1870 parlò a Brighton, circoscrizione di suo marito, e in qualità di relatrice fu notata per la sua chiarezza. Nel 1870 pubblicò Economia Politica per i Principianti, che anche se breve fu "un grande successo", e venne riproposto in 10 edizioni in 41 anni. Nel 1872 lei e suo marito pubblicarono Saggi e Conferenze sul Sociale e Materie Politiche, che conteneva otto saggi di Millicent. Nel 1875 fu co-fondatrice del Newham College e prestò servizio nel suo Consiglio.

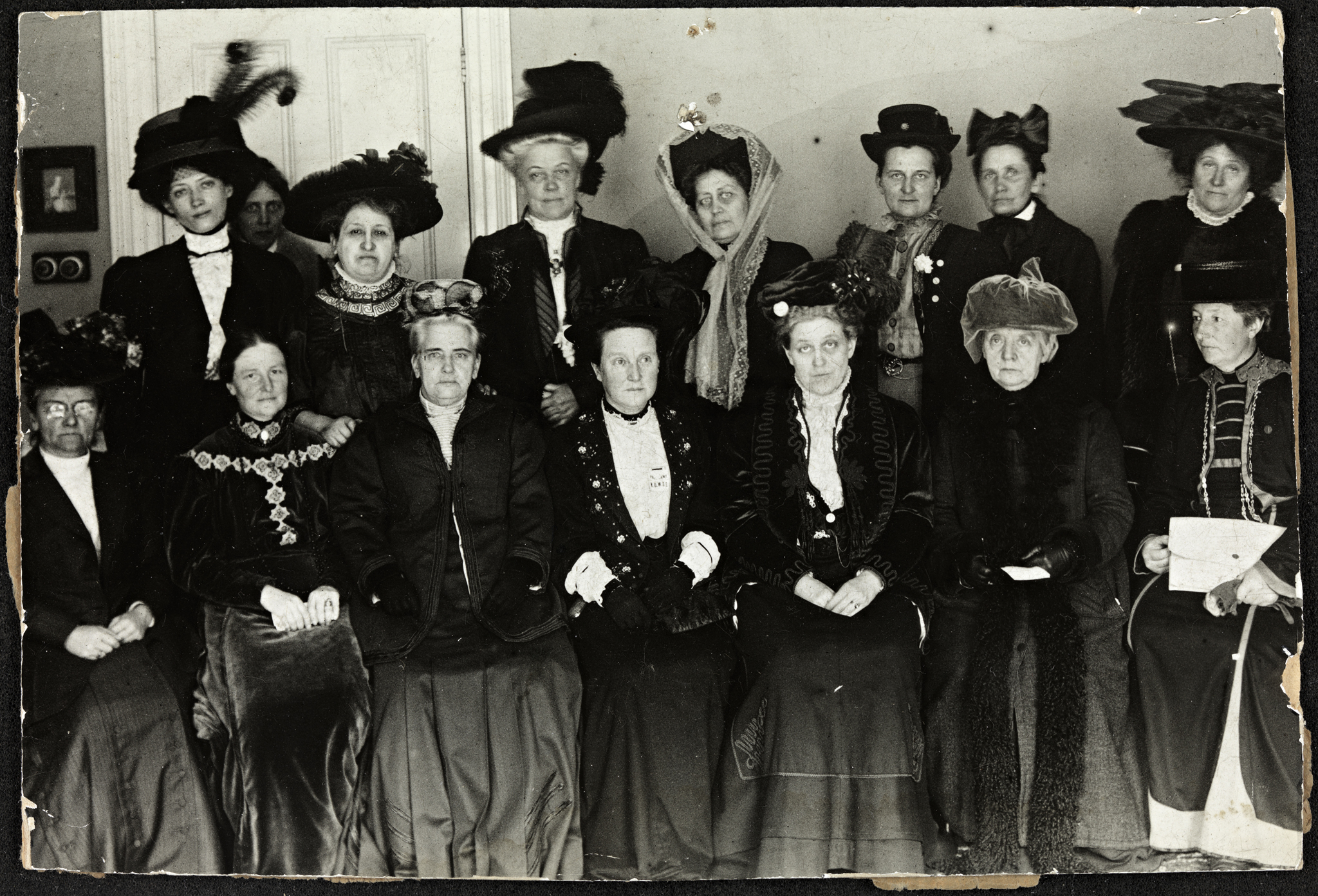
Millicent Fawcett quarta da sinistra, fila in basso, alla Suffrage Alliance Congress di Londra nel 1909

### Attività politiche
Millicent iniziò la sua carriera politica a ventidue anni, in occasione della prima riunione per il suffragio femminile. Fu un'attivista moderata e prese le distanze dalle attività militanti e violente delle Pankhurst e dall'Unione Sociale e Politica delle Donne (Women's Social and Political Union). Credeva che le loro azioni in realtà danneggiassero la possibilità di conquistare il voto per le donne rendendo ostili verso la campagna sia i parlamentari che stavano discutendo se dare o meno il voto alle donne sia gran parte del pubblico. Nonostante la pubblicità data alla WSPU, il NUWSS (di cui uno degli slogan era "suffragette rispettose della legge") mantenne la maggior parte del sostegno del movimento delle donne. Nel 1905, la NUWSS di Fawcett aveva raggiunto 305 società costituenti e quasi cinquantamila membri. Nel 1913 raggiunsero 50.000 contro i 2.000 del WSPU. Millicent si batté soprattutto per il diritto di voto alle donne, e riteneva la Home rule "un duro colpo per la grandezza e la prosperità d'Inghilterra" così come "un disastro e ... una miseria e un dolore e una vergogna".
Millicent tagliò i suoi legami liberali nel 1884 ma la sua fede nel suffragio femminile rimase invariata mentre le sue opinioni politiche cambiarono e tornò su posizioni simili a quelle che aveva in gioventù. Nel 1883 venne nominata presidente della Commissione di Appello Speciale.
La guerra sudafricana creò per Millicent l'opportunità di condividere le responsabilità femminile nella cultura britannica e venne nominata leader della commissione delle donne che erano state inviate in Sudafrica. Nel mese di luglio 1901 andò in Sudafrica con altre donne "per verificare l’accusa di Emily Hobhouse sulle condizioni atroci nei campi di concentramento, in cui le famiglie dei soldati boeri erano stati internati". In Gran Bretagna una donna non aveva mai avuto una tale responsabilità in tempo di guerra. Millicent si batté per i diritti civili dei Uitlanders, "come la causa della ripresa dell' interesse per il suffragio femminile".
Per molti anni sostenne innumerevoli campagne, anche se non tutte ebbero successo. Alcune di esse furono volte a frenare gli abusi sui minori aumentando l'età del consenso, criminalizzare l'incesto e la crudeltà verso i bambini e le bambine all'interno della famiglia, porre fine alla pratica di escludere le donne dalle aule di un tribunale quando i reati sessuali erano in esame, debellare la tratta delle bianche, prevenire i matrimoni precoci e l'introduzione della prostituzione regolamentata in India". Fawcett fece anche una campagna per l'abrogazione della Legge sulle Malattie Contagiose (Contagious Diseases Act).
Fu anche autrice e di solito si firmava usando il suo vero nome, come Millicent Garrett Fawcett, ma come figura pubblica venne designata come la Signora Henry Fawcett. Scrisse vari libri tra cui uno con il marito Henry Fawcett. Pubblicò anche Political Economy for Beginners, un libro di testo di economia politica per principianti, che ebbe dieci riedizioni e venne tradotto in molte lingue. Uno dei suoi primi articoli in materia di istruzione delle donne fu pubblicato sulla rivista di Macmillan Publishers nel 1875. In quello stesso anno l'interesse di Fawcett in materia di istruzione delle donne la portò a partecipare alla fondazione del Newnham College per le donne, a Cambridge. Fu anche oratrice e docente presso le scuole per le ragazze e nei collegi femminili e intervenne nei centri di educazione per le persone adulte. Per i suoi servizi nel campo dell'istruzione l'Università di St. Andrews le assegnò una laurea honoris causa nel 1899.
Allo scoppio della prima guerra mondiale nel 1914, mentre la WSPU aveva cessato tutte le loro attività per concentrarsi sullo sforzo della guerra, la NUWSS di Fawcett non aveva fatto altrettanto. Ciò fu in gran parte dovuto al fatto che l'organizzazione era significativamente meno militante del WSPU, conteneva numerosi pacifisti, e il supporto generale per la guerra all'interno dell'organizzazione era più debole. Il WSPU, in confronto, venne definito sciovinista a seguito di un forte sostegno delle sue leader per la guerra. Il NUWSS continuò la campagna per la votazione durante il conflitto, e utilizzò la situazione a proprio vantaggio, sottolineando il contributo che le donne avevano dato durante la guerra.
Fawcett è considerata fondamentale per aver fatto ottenere il voto a sei milioni di donne inglesi sopra i 30 anni nel 1918.

### Ultimi anni

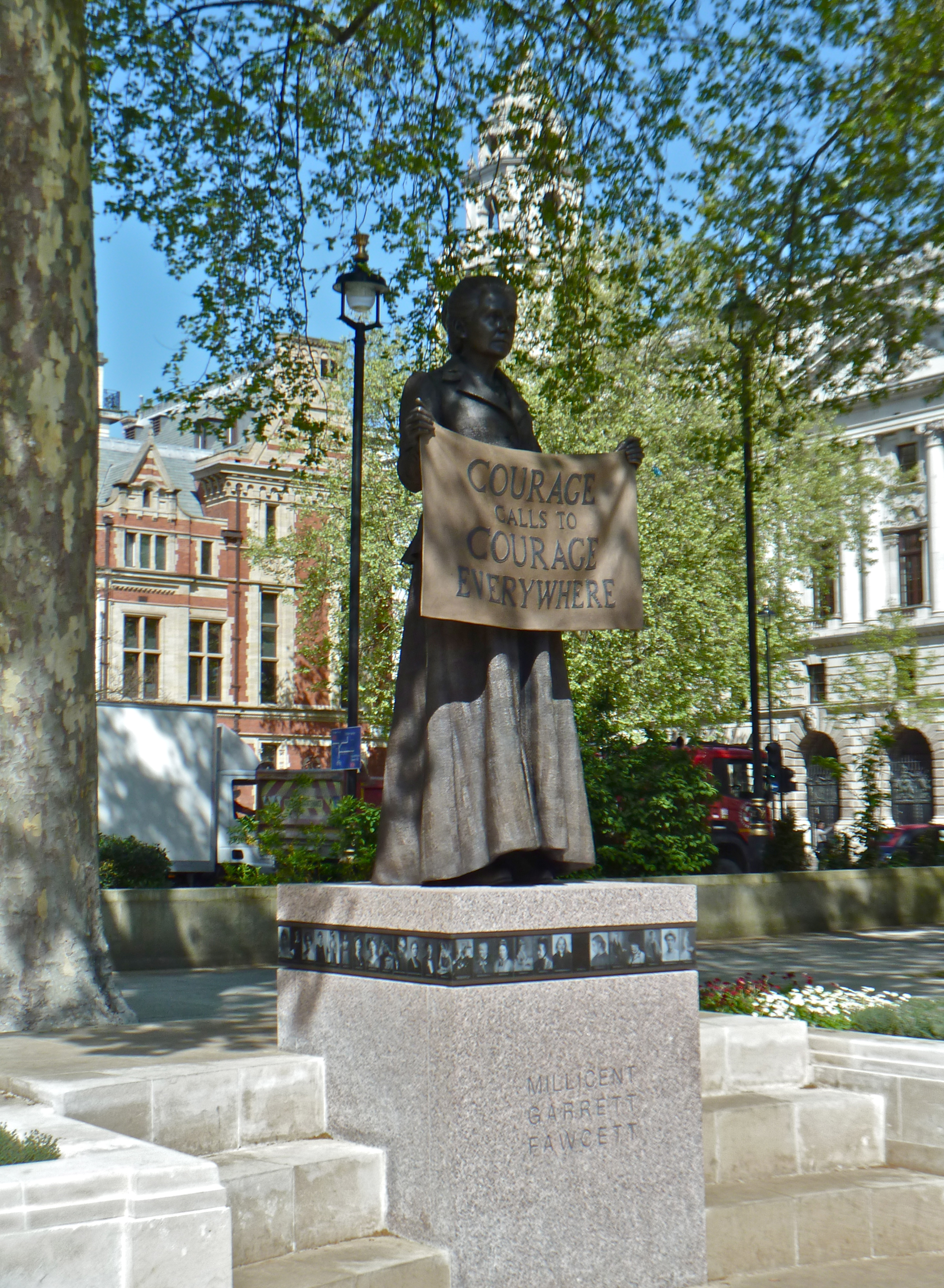
Statua di Millicent Fawcett

Dopo la morte del marito, il 6 novembre 1884, si ritirò momentaneamente dalla vita pubblica. Mise in vendita due case di famiglia e si trasferì con Philippa nella casa di Agnes Garrett, sua sorella. Riprese il suo lavoro nel 1885 e cominciò a concentrarsi sulla politica. Fu un membro chiave di quella che sarebbe diventata la "Società Femminile di Governo Locale" (Women's Local Government Society). Nel 1899 le fu concessa una laurea in legge onoraria presso l'Università di St. Andrews.
Dopo la morte di Lydia Becker, divenne la leader dell'"Unione Nazionale delle Società per il Suffragio Femminile", la principale organizzazione suffragista in Gran Bretagna. Ricoprì questo incarico fino al 1919, un anno dopo che alle prime donne venisse concesso il voto. Dopo di che, lasciò quasi del tutto la campagna per il suffragio, e dedicò molto del suo tempo alla scrittura di libri, tra cui una biografia di Josephine Butler.
Morì nel 1929, e venne cremata al Golders Green Crematorium di Londra.

## Riconoscimenti
La sua memoria rimane nel nome della Società Fawcett, e nella Millicent Fawcett Hall, costruita nel 1929 a Westminster come un luogo che le donne potevano usare per il dibattito e la discussione di questioni che le riguardavano. La sala è di proprietà della Westminster School ed è la sede del suo dipartimento di recitazione, che incorpora uno studio teatrale da 150 posti. Dal 2018 la statua di Millicent Fawcett è stata innalzata in Parliament Square a Londra. È stata realizzata da Gillian Wearing a seguito di una campagna e di una petizione dell'attivista Caroline Criado-Perez e la sua installazione è stata approvata anche dall'allora primo ministro del Regno Unito Theresa May.

## Opere

### Libri
- (EN) Millicent Garrett Fawcett, Political Economy for Beginners, London, Macmillan & Co., 1904, OCLC 776762097.
- (EN) Millicent Garrett Fawcett, Essays And Lectures On Social And Political Subjects, Honolulu, Hawaii, University Press of the Pacific, 2004, OCLC 1041449132.
- (EN) Millicent Garrett Fawcett, Memoriale di Stead: la signora Millicent Garrett Fawcett sul disegno di legge bloccato: ricorso in appello, 26 aprile 1912, Londra, The Contemporary Review, 1912,  Ristampato in Frederick Whyte, The Life of WT Stead, (Londra: Johnathan Cape, 1925) vol. II, pp. 349-351, OCLC 778904463.
- (EN) Millicent Garrett Fawcett, Paper read at the Bristol meeting of the Central conference of women workers among women and children, Londra, Women's Print. Society, 1892, OCLC 778017733.
- (EN) Millicent Garrett Fawcett, Tales in Political Economy, in Oxford University, Londra, Macmillan, 1874.
- (EN) Millicent Garrett Fawcett, Janet Doncaster, a cura di Lise Shapiro Sanders, Victorian Secrets, 20 luglio 2017, ISBN 978-1906469603.
- (EN) Millicent Garrett Fawcett, Some Eminent Women of our Times: short biographical sketches, Oxford University, London, Macmillan, 1874.
- (EN) Millicent Garrett Fawcett, Life of Her Majesty, Queen Victoria, Harvard University, Boston, Roberts brothers, 1895.
- (EN) Millicent Garrett Fawcett, Life of the Right Hon. Sir William Molesworth, 8th Baronet, London, Macmillan and co., ltd.; New York, Macmillan co., 1901.
- (EN) Millicent Garrett Fawcett, Five Famous French Women, London, Cassell, 1907.
- (EN) Millicent Garrett Fawcett, Women's Suffrage: a Short History of a Great Movement, Londra, Adamant Media Corporation, 22 febbraio 2002, ISBN 978-0543994561, OCLC 950411443.
- (EN) Millicent Garrett Fawcett, The Women's Victory and After: Personal reminiscences, 1911–1918, London, Sidgwick, 1920.
- (EN) Millicent Garrett Fawcett, What I Remember (Pioneers of the Woman's Movement), Westport, Connecticut, Hyperion Press, 1975, ISBN 9780883552612, OCLC 1530931.
- (EN) Millicent Garrett Fawcett e Ethel M. Turner, Josephine Butler: her work and principles and their meaning for the twentieth century, Portrayer Publishers, 7 settembre 2002, ISBN 978-0954263287.

### Articoli di giornale
Decine di articoli per periodici tra i quali:
- The Englishwoman
- Woman's Leader
- Fraser's Magazine
- National Review
- Macmillan's Magazine
- Common Cause
- Fortnightly Review
- Nineteenth Century
- Contemporary Review

La Fawcett scrisse l'introduzione dell'edizione del 1891 del libro di Mary Wollstonecraft Rivendicazione dei diritti della donna. Lyndall Gordon afferma che questo è stato un "saggio influente", in cui Fawcett ha purificato la reputazione del filosofo femminista precoce e la sua rivincita come antenata della lotta per il voto.

## Archivi
Gli archivi di Millicent Garrett Fawcett si trovano presso la Biblioteca delle Donne (Women's Library) nella Biblioteca della London School of Economics and Political Sciences.